# Giuseppe Pasotto
Giuseppe Pasotto, né le 6 juillet 1954 à Bovolone, dans la province de Vérone, en Italie, est un évêque catholique italien.

## Biographie
Il entre au séminaire des Stigmatins (Congrégation des sacrés stigmates de Notre-Seigneur-Jésus-Christ) en Italie et est ordonné prêtre le 12 mai 1979 par le cardinal Lucas Moreira Neves. 
En 1993, il se rend en Géorgie à la demande du Saint-Siège, la présence catholique y étant de nouveau possible après le retour à l'indépendance de ce pays. Le 29 novembre 1996, il est nommé responsable de l’administration apostolique du Caucase pour l'Arménie, la Géorgie et l'Azerbaïdjan, exerçant un rôle pastoral équivalent à celui d'évêque pour les catholiques de rite latin.
Giuseppe Pasotto est ordonné évêque titulaire de Musti (de) par le pape Jean Paul II le 6 janvier 2000, à la basilique Saint-Pierre. Le 11 octobre 2000, l’Administration apostolique est reconfigurée à la Géorgie et à l’Arménie, rassemblant 50 000 fidèles et a pour cathédrale Notre-Dame de l’Assomption à Tbilissi. Le 8 novembre 1999, il accueille le pape Jean-Paul II en visite officielle auprès de la République de Géorgie et de son président Edouard Chevardnadze. En 2005, il organise le premier synode diocésain de l’Administration apostolique du Caucase. Le 30 septembre 2016, il accueille le pape François en visite officielle auprès de la République de Géorgie et de son président Guiorgui Margvelachvili.

## Prises de positions personnelles
En août 2008, lors de la guerre russo-géorgienne Mgr Pasotto dénonce une situation « laissant le peuple géorgien seul devant le géant russe » et l’Occident « qui ne sait que bien parler ».
Le 30 septembre 2016, devant les multiples difficultés rencontrées par le catholicisme sur le territoire géorgien, il déclare devant le pape François et les médias : « Nous sommes une petite Église et nous faisons chaque jour l'expérience de la minorité … Et parfois, c'est vraiment dur ! ».